# Trofeo Pirelli
Il Trofeo Pirelli, detto anche Pirelli Cup, è stato un torneo calcistico amichevole svoltosi annualmente dal 1996 al 2010 tra l'Inter – di cui la Pirelli fu sponsor ufficiale – e un'altra squadra.

## Storia e formula

L'interista Ronaldo in mezzo alla difesa del Manchester United durante l'edizione del 1997.

Il trofeo venne istituito nel 1996, quando l'azienda divenne sponsor della società nerazzurra. Disputato nel periodo estivo in preparazione alla stagione ufficiale, nel 2008 fu abbinato alla Franz Beckenbauer Cup.
Tenutasi per l'ultima volta nel 2010, la Pirelli Cup prevedeva una gara secca con l'immediato ricorso ai tiri di rigore in caso di parità al 90'.

## Edizioni

### 1996
| Arbitro: | Messina |

|                             |           |  |
| Carbone 44’ Branca 55’, 64’ | Marcatori |  |

### 1997
| Arbitro: | Bazzoli |

|                            |                  |              |
| Neville 70’ (aut.)         | Marcatori        | 14’ Butt     |
| Recoba Berti Mezzano Cauet | Tiri di rigore – | Sheringham ? |

### 1998
| Arbitro: | Jones |

|                      |           |                |
| Ince 31’ Harknes 77’ | Marcatori | 74’ C. Zanetti |

### 1999
| Arbitro: | Messina |

|                       |           |                               |
| Vieri 31’ Pirlo 90+1’ | Marcatori | 21’ Raúl 32’, 90+4’ Morientes |

### 2000
| Arbitro: | Treossi |

|                        |                      |                           |
| Seedorf 4’ Peralta 33’ | Marcatori            | 38’ Luciano 73’ Georgatos |
|                        | Tiri di rigore 4 – 3 |                           |

### 2001
| Arbitro: | Nucini |

|                          |           |          |
| Kallon 51’ Conceição 56’ | Marcatori | 61’ Hyde |

### 2002
| Arbitro: | Messina |

|                       |           |               |
| Adani 56’ Gamarra 89’ | Marcatori | 37’ Batistuta |

### 2003
| Arbitro: | Bertini |

|                   |           |  |
| Van der Meyde 11’ | Marcatori |  |

### 2004
| Arbitro: | Dondarini |

|                                |                      |                        |
| Portillo 3’ Fontana 74’ (rig.) | Marcatori            | 20’ Cambiasso 53’ Cruz |
|                                | Tiri di rigore 5 – 4 |                        |

### 2005
| Arbitro: | Girardi |

|                            |           |          |
| Di Michele 62’ Tissone 82’ | Marcatori | 19’ Cruz |

### 2006
| Arbitro: | Davila |

|  |           |            |
|  | Marcatori | 66’ Maicon |

### 2007
| Arbitro: | Dean |

|                                  |           |                                |
| Rooney 17’ Cristiano Ronaldo 57’ | Marcatori | 21’, 34’ Suazo 27’ Ibrahimović |

### 2008
| Arbitro: | Byrch |

|  |           |                |
|  | Marcatori | 52’ A. Mancini |

### 2009
| Arbitro: | Mezouar |

|  |           |            |
|  | Marcatori | 55’ Milito |

### 2010
| Arbitro: | Toledo |

|                             |           |  |
| Obinna 38’, 54’ Biraghi 74’ | Marcatori |  |

## Vittorie per squadra
- 11 –   Inter (1996, 1997, 2000, 2001, 2002, 2003, 2006, 2007, 2008, 2009, 2010)
- 1 –   Liverpool (1998)
- 1 –   Real Madrid (1999)
- 1 –   Fiorentina (2004)
- 1 –   Udinese (2005)

## Classifica marcatori
Statistiche aggiornate al 31 luglio 2010.
| Gol |  |  | Giocatore          | Squadra     |
| --- |  |  | ------------------ | ----------- |
| 2   |  |  | Marco Branca       | Inter       |
| 2   |  |  | Fernando Morientes | Real Madrid |
| 2   |  |  | David Suazo        | Inter       |
| 2   |  |  | Victor Obinna      | Inter       |
| 2   |  |  | Julio Ricardo Cruz | Inter       |